# پوکالده
پوکالده (به لاتین: Pokalde) یک کوه در نپال است که در منطقه ساگارماسا واقع شده‌است. پوکالده ۵٬۸۰۶ متر بالاتر از سطح دریا واقع شده‌است.